# Вселена на Ди Си (франчайз)
„Вселената на Ди Си“ (на английски: DC Universe) е предстоящ американски медиен франчайз и споделена вселена, базирана на героите на Ди Си Комикс. Франчайзът е създаден от Джеймс Гън и Питър Сафран, съпредседатели и съизпълнителни директори на Ди Си Студиос. Франчайзът е рестартиране на Разширената вселена на Ди Си. Вселената на Ди Си запазва определени членове на актьорския състав и елементи от предишния франчайз. За разлика от предишните адаптации на Ди Си Комикс, Вселената на Ди Си включва обединена приемственост и история във филми и сериали, анимации и видеоигри. Едновременните адаптации, които не се вписват в тази приемственост, са означени като „Други светове на Ди Си“.
След като Дискавъри и УорнърМедия се сливат, създавайки Уорнър Брос Дискавъри, главният изпълнителен директор Дейвид Заслав разкрива план за съживяване на марката Ди Си след лошото приемане на някои филми от Разширената вселена. Гън и Сафран са наети да ръководят новосформираното Ди Си Студиос през ноември 2022 г., след като работят по няколко проекта от Разширената вселена като филма Отрядът самоубийци (2021) и неговия спин-оф сериал Умиротворителя (2022–настояще). Двамата прекарват няколко месеца с група сценаристи, разработвайки всеобхватната история за нова последователност на Ди Си, която включва комбинация от популярни герои на Ди Си Комикс. Някои проекти на Разширената вселена в процес на разработка са изоставени в полза на нови, докато други (включително Умиротворителя) продължават в рамките на новия франчайз. Гън и Сафран искат да се съсредоточат върху нуждите от разказване на истории, вместо да принуждават създателите да произвеждат своите проекти преди конкретни дати на издаване.
Историята на Вселената на Ди Си е разделена на глави, като първата е „Богове и чудовища“, която ще започне през 2024 г. с анимационния сериал Creature Commandos. Гън и Сафран смятат, че първият филм от „Богове и чудовища“, Супермен: Наследството (2025), е истинското начало на Вселената на Ди Си.

## Произход

### Разширена вселена на Ди Си
В края на 2012 г. се смята, че Уорнър Брос Пикчърс изостава от конкурентната си компания Марвел Студиос и тяхната споделена вселена от супергерои Киновселена на Марвел. Уорнър Брос планира Човек от стомана (2013), базиран на героя на Ди Си Комикс Супермен, за да започне своя собствена споделена вселена, която става известна като Разширената вселена на Ди Си. Обявен е пълен набор от филми на Ди Си през октомври 2014 г. Режисьорът на Човек от стомана Зак Снайдър режисира и филмите Батман срещу Супермен: Зората на справедливостта (2016) и Лигата на справедливостта (2017). Планирани са и допълнителни филми за членовете на Лигата на справедливостта и други герои на Ди Си.
| „ | Историята на Ди Си е доста объркана. Има Вселената на Стрелата. Има Разширена вселена на Ди Си, която след това се разделя и става Лигата на справедливостта на Джос Уидън в един момент и на Снайдър в друг момент. Има Супермен и Лоис, както и филм на Рийвс... Ние [със Сафран] се присъединихме и направихме Отрядът самоубийци и Умиротворителя и изведнъж Батмайт стана истински човек... Никой няма нищо против, но франчайзът се раздава, сякаш се прави услуга на всеки творец, който се усмихва. | “ |
| — Съизпълнителният директор на Ди Си Студиос Джеймс Гън за състоянието на филмовите и телевизионни адаптации на Ди Си Комикс преди Вселената на Ди Си | |   |

Батман срещу Супермен не оправдава очакванията на Уорнър Брос, като получава отрицателни отзиви от феновете и критиците заради мрачния си тон. Компанията смята, че не може да се довери на Снайдър, който режисира Човек от стомана и Батман срещу Супермен и реорганизира бъдещите проекти на Ди Си под новото си подразделение Ди Си Филмс. Изпълнителният директор Джон Бърг и писателят на комикси Джеф Джонс ръководят Ди Си Филмс като искат да направят Лигата на справедливостта по-оптимистична и изпълнена с надежда. Снайдър напуска продукцията през 2017 г. заради семейни причини и Уидън завършва режисурата на филма със значителни промени. Лигата на справедливостта е друго критично и комерсиално разочарование за Уорнър Брос и студиото отново преосмисля подхода си към Ди Си в края на 2017 г. Бърг и Джонс напускат Ди Си Филмс и планираният вторичен филм за Батман, преработен в Батман (2022) на режисьора Мат Рийвс, филм, отделен от Разширената вселена на Ди Си.
Уорнър Брос планира бъдещите филми на Разширената вселена на Ди Си да бъдат по-самостоятелни. Уолтър Хамада е назначен за нов президент на Ди Си Филмс през януари 2018 г. През октомври Джеймс Гън е нает да напише сценария и да режисира Отрядът самоубийци (2021), самостоятелно продължение на по-ранния филм на от Разширената вселена Отряд самоубийци (2016), който запазва някои членове на актьорския състав, но иначе разказва отделна история. Той работи с продуцента Питър Сафран, който също продуцира филмите на от същата вселена Аквамен (2018) и Шазам! (2019). През май 2020 г. Уорнър Брос и Снайдър обявяват, че неговата оригинална визия за Лигата на справедливостта ще бъде пусната в услугата за стрийминг Ейч Би О Макс. До края на 2020 г. Хамада планира отделяне на телевизионни сериали от Разширената вселена на Ди Си за Ейч Би О Макс, включително спин-оф на Отрядът самоубийци Умиротворителя (2022–настояще). Към този момент съществуват около 25 други игрални и анимационни филми и сериали, базирани на героите на Ди Си. Хамада планира да свърже всички, използвайки мултивселената, която е въведена чрез Светкавицата (2023).

### Уорнър Брос Дискавъри
През април 2022 г. Дискавъри и Уорнър Брос се обединяват, като се създава компанията Уорнър Брос Дискавъри, ръководена от президента и главен изпълнителен директор Дейвид Заслав. Очаква се новата компания да преструктурира Ди Си Ентъртейнмънт, така че отделите за филми, телевизия и видеоигри да могат да бъдат приведени в съответствие. Дори преди сливането да приключи, Заслав започва да се среща с кандидати, които да поемат Ди Си, с надеждата да намери еквивалент на президента на Марвел Студиос Кевин Фейдж. Въпреки някои скорошни успехи с филми и сериали на Ди Си, Заслав и Уорнър Брос Дискавъри смятат, че на Ди Си липсва „последователна творческа и бранд стратегия“ и не използва ключови герои като Супермен. Договорът на Хамада е до 2023 г. и неговите поддръжници смятат, че Заслав не му гласува достатъчно доверие за неговите планове и успехи, свързани с Ди Си. През юни Заслав обявява, че подразделението Ди Си Филмс ще бъде отделено от Уорнър Брос в рамките на структурата на Уорнър Брос Дискавъри, но ще бъде наблюдавано от шефовете на Уорнър Брос Майкъл Де Лука и Памела Абди, докато не бъде назначен нов ръководител на Ди Си.
В началото на август Уорнър Брос Дискавъри решава да не издава филма от Разширената вселена Батгърл по Ейч Би О Макс или в кината, заявявайки, че противоречи на мандата на Заслав да прави „грандиозни филми“ на Ди Си. Скоро след това Заслав казва, че иска нов 10-годишен план за филмите на Ди Си и привлича за консултант бившия изпълнителен директор на Уорнър Брос (1999-2012) и Уолт Дисни Студиос (2012-2020) Алън Ф. Хорн в търсенето на нов лидер за Ди Си. Съобщено е, че Хамада е разстроен от отмяната на Батгърл и прави опит да напусне Ди Си Филмс, но е убеден от Де Лука и Абди да остане до издаването на Черния Адам през октомври 2022 г. По това време Хенри Кавил повторя ролята си на Супермен от Човек от стомана за поява в сцена на Черния Адам. Това е против волята на Хамада, но е одобрено от Де Лука и Абди, когато звездата от Черния Адам Дуейн Джонсън се обръща директно към тях. Джонсън започва да промотира идеята за бъдещ филм Черният Адам срещу Супермен с участието на Кавил, а Уорнър Брос започва да обмисля продължението на Човек от стомана с участието на Кавил. В края на август продуцентът Дан Лин се появява като потенциален кандидат за поемане на Ди Си,  но напуска преговорите седмици по-късно. Тод Филипс, режисьор на самостоятелния филм на Ди Си Жокера (2019), също е предложен за поста, но остава фокусиран върху режисирането на продължението  Жокера: Лудост за двама (2024).

## Развитие

### Ди Си Студиос и първоначални разработки
Джеймс Гън и Питър Сафран са обявени за съпредседатели и съизпълнителни директори на новосформираното Ди Си Студиос в края на октомври 2022 г. и поемат поста от Хамада на 1 ноември. Смята се за шокиращо и безпрецедентно решение режисьор от висок клас като Гън да се премести на висша изпълнителна позиция във филмово студио. Очаква се Гън да се съсредоточи върху креативната страна на компанията, докато Сафран – върху бизнеса и производството, като договорите им са за четири години. Очаква се Гън и Сафран да продължат съответно да режисират и продуцират проекти в допълнение към новите си роли. Те докладват директно на Заслав, като си сътрудничат с Де Лука и Абди. Седмица след като поемат новите си роли, двамата казват, че са започнали да работят с група сценаристи, за да разработят план от осем до десет години за новата Вселена на Ди Си. Заслав обявява, че са започнали работа по истории за бъдещи проекти на Ди Си, които ще бъдат завършени скоро. Той също така допълва, че новият план ще подражава на модела на Марвел за единен, унифициран подход към всеки герой, като специално подчертава новите подходи към Батман и Супермен. До средата на ноември Гън вече започва да пише сценария за нов филм на Ди Си, докато Сафран „поправя“ предстоящия Аквамен и изгубеното кралство (2023).
В началото на декември Гън и Сафран финализират плановете си преди срещата със Заслав. Пати Дженкинс вече не разработва продължение на своите филми от Разширената вселена на Ди Си Жената чудо (2017) и Жената чудо 1984 (2020), след като Гън и Сафран обявяват, че подобен филм не се вписва в новите им планове. Разпространяват се различни слухове за плановете, включително, че Вселената на Ди Си ще е пълно рестартиране на Разширената вселена, което се отдалечава от актьорите, избрани от Снайдър, но филмите на Мат Рийвс за Батман ще бъдат вписани във Вселената, и че актьорът от Аквамен Джейсън Момоа ще бъде преработен като героя Лобо. Тези разкрития и слухове водят до опасения в индустрията и сред феновете на Ди Си относно посоката, в която Гън и Сафран поемат франчайза, а Гън прави изявление, в което се казва, че „попадат в нестабилна среда“ и ще има „неизбежен преходен период, докато се придвижваме към разказването на сплотена история във филми, телевизия, анимация и игри“. Седмица по-късно Гън обявява, че той и Сафран имат набор от проекти, „готови за работа“ и повече подробности ще бъдат предоставени през 2023 г., като разкрива, че пише нов филм за Супермен, който няма да бъде изигран Кавил. За Бен Афлек също е потвърдено, че няма да повтори своята роля на Батман от Разширената вселена. Гън и Сафран провеждат разговори с Кавил и Афлек за завръщане във Вселената на Ди Си, за да изобразят съответно нови герои и да режисират проект, но Афлек по-късно казва, че не се интересува от режисиране на проект от Вселената на Ди Си.

### Първа глава: Богове и чудовища
През януари 2023 г. е съобщено, че Вселената на Ди Си е „широко, но не цялостно нулиране“ на Разширената вселена на Ди Си. На 31 януари Гън и Сафран представят първите проекти от списъка на Вселената на Ди Си. Те разкриват сценаристите, с които работят върху цялостната история за Вселената на Ди Си – Дрю Годард, Джеръми Слейтър, сценаристът на Светкавицата Кристина Ходсън, Кристал Хенри и авторът на комикси Том Кинг. Групата планира две „глави“ от историята, развиваща се от осем до десет години, с потенциал за още глави след това. Първата глава е озаглавена „Богове и чудовища“, като първите пет филма са Супермен: Наследство (2025), The Authority, The Brave and the Bold, Supergirl: Woman of Tomorrow и Swamp Thing и първите пет телевизионни сериала са Creature Commandos, Waller, Lanterns, Paradise Lost и Booster Gold. Гън отбелязва, че планираните продукции комбинират „диамантените герои“ на Ди Си, като Батман, Супермен и Жената чудо, с по-малко известни герои, които се надяват да станат също толкова популярни. Всички проекти на Ди Си, които не се вписват в споделената вселена, ще бъдат етикетирани като „Други светове на Ди Си“. Сценаристите са вдъхновени от франчайза Междузвездни войни, който има „различни времена, различни места, различни неща“, както и от сериала Игра на тронове (2011–2019) и неговите морално сложни герои.
Гън обявява, че Светкавицата ще нулира непрекъснатостта на Разширената вселена на Ди Си, превръщайки Вселената на Ди Си в рестартиране, което запазва определени членове и елементи от Разширената вселена, докато замества други. Гън и Сафран избират предимно елементите, които се пренасят въз основа на актьори. Двамата очакват героите да бъдат изобразени от едни и същи актьори в различни среди, включително в анимационни филми. Гън и Сафран допълват, че Вайола Дейвис (Аманда Уолър) и Джон Сина (Умиротворителя) ще повторят своите роли. Момоа, Гал Гадот (Жената чудо), Езра Милър (Светкавицата) и Закари Леви (Шазам) също е възможно да повторят ролите си, но решения за тези герои не са взети. Никой актьор не би играл няколко персонажа. Гън добавя, че предстоящият филм от Разширената вселена Синия бръмбар (2023) може да се свърже с Вселената на Ди Си, което е потвърдено от режисьора на филма Анхел Мануел Сото, който допълва, че това е част от бъдещите планове на Вселената на Ди Си. Гън и Сафран обявяват, че Хайме Рейес/Синия бръмбар, изигран от Шоло Маридуеня, ще продължи във Вселената на Ди Си, но самият филм ще е самостоятелен.